# Ciudad Acuña
Ciudad Acuña è una città del Messico situata nel nord dello Stato di Coahuila prossima alla frontiera con gli Stati Uniti d'America, lungo le sponde del Rio Grande. Sulla sponda opposta è situata la città texana di Del Rio.
Venne fondata il 27 dicembre 1877. Al 2005 possedeva una popolazione di 124.232 abitanti.